# Anopheles hilli
Anopheles hilli este o specie de țânțari din genul Anopheles, descrisă de Woodhill și Lee în anul 1944. Conform Catalogue of Life specia Anopheles hilli nu are subspecii cunoscute.